# 龙科贝洛
龙科贝洛（義大利語：Roncobello），是意大利贝加莫省的一个市镇。总面积25.49平方公里，人口440人，人口密度17.3人/平方公里（2009年）。国家统计（ISTAT）代码为016184。